# Комодор Амига 3000
Комодор Амига 3000 је била радна станица фирме Комодор (Commodore) који је почео да се производи у САД од 1990. године.
Користио је Motorola MC68030 као микропроцесор. RAM меморија рачунара је имала капацитет од 1-2 MB Chip RAM, до 18 Mb (са 16Mb FAST) и теоретски до 4 Gb. 
Као оперативни систем кориштен је AMIGA WorKBench 2.0x, Unix System (SVR4) V оперативни систем.

## Детаљни подаци
Детаљнији подаци о рачунару  3000 су дати у табели испод.
|                       | |
| 3000                  | |
| Произвођач            | Комодор |
| Тип                   | радна станица |
| Меморија              | 1-2 Chip RAM, до 18 Mb (са 16Mb FAST) и теоретски до 4 Gb.                                                                         |
| Поријекло             | Сједињене Америчке Државе |
| Година                | 1990 |
| Тастатура             | |
| Процесор              | |
| Фреквенција процесора | 16 / 25 |
| RAM                   | 1-2 Chip RAM, до 18 Mb (са 16Mb FAST) и теоретски до 4 Gb.                                                                         |
| ROM                   | 512 |
| Текст                 | 60 x 32 / 80 x 32 |
| Графика               | 12 графичких модова : од 320 x 240 до 960 x 512                                                                                    |
| Боја                  | 32 (за 320 x X модове), 16 (за 640 x X модове) између 4096 + 2 специјална мода : EHB 64 боје и HAM 4096 боја на статичком приказу. |
| Звук                  | четири 8-битна PCM гласа |
| Димензије             | 41 (ширина) x 34.5 (дубина) x 6.5 (висина) cm / 3700 g                                                                             |
| Портови               | |
| Оперативни систем     | |